# Сивцево (Владимирская область)
Сивцево — деревня в Гусь-Хрустальном районе Владимирской области России, входит в состав Уляхинского сельского поселения.

## География
Деревня расположена на берегу реки Гусь в 4 км на север от центра поселения деревни Уляхино и в 35 км на юг от Гусь-Хрустального.

## История
В XIX — начале XX века деревня входила в состав Парахинской волости Касимовского уезда Рязанской губернии, с 1926 года — в составе Гусевского уезда Владимирской губернии. В 1859 году в деревне числилось 22 двора, в 1905 году — 73 двора, в 1926 году — 118 дворов.
С 1929 года деревня входила в состав Уляхинского сельсовета Гусь-Хрустального района, с 1935 года — в составе Курловского района, с 1963 года — в составе Гусь-Хрустального района, с 2005 года — в составе Уляхинского сельского поселения.

## Население
| 1859 | 1905 | 1926 | 2002 | 2010 | 2021 |
| ---- | ---- | ---- | ---- | ---- | ---- |
| 191  | ↗476 | ↗639 | ↘38  | ↘24  | →24  |

1. 1 2  Итоги Всероссийской переписи населения 2020 года. Том 1 - Численность и размещение населения Владимирской области
2. ↑  Рязанская губерния. Список населённых мест по сведениям 1859 года / Под ред. И. И. Вильсона. — Центральный статистический комитет министерства внутренних дел. — СПб., 1863. — Т. XXXV. — 170 с.
3. ↑  Населённые места Рязанской губернии. — Издание Рязанского губернского статистического комитета, Типография Н.В. Любомудрова. — Рязань, 1906.
4. ↑  Предварительные итоги переписи по Владимирской губернии. Выпуск 2-й // Всесоюзная перепись населения 1926 года / Владимирский губернский статистический отдел. — Владимир, 1927.
5. ↑  Рязанская губерния. Список населённых мест по сведениям 1859 года. Том XXXV — СПб.: 1863. — 170 с.
6. ↑  Населённые места Рязанской губернии — 1906.
7. ↑  Всесоюзная перепись населения 1926 года — Владимир: 1927.
8. ↑  Данные Всероссийской переписи населения 2002 года: таблица 02c. М.: Федеральная служба государственной статистики, 2004.
9. ↑  Всероссийская перепись населения 2010 года. Численность населения по населённым пунктам Владимирской области